# John Payne (acteur)
Pour les articles homonymes, voir John Payne et Payne.
John Payne (John Howard Payne) est un acteur américain, né à Roanoke (Virginie) États-Unis, le 23 mai 1912, et mort le 6 décembre 1989 à Malibu (Californie) États-Unis. 

## Filmographie

### Cinéma
- 1936 : Jeunesse perdue (Dodsworth) de William Wyler : Harry McKee
- 1936 : Chapeau bas (Hats Off) de Boris Petroff (en) : Jimmy Maxwell
- 1937 : Fair Warning (en) de Norman Foster : Jim Preston
- 1937 : Love on Toast d'Ewald André Dupont : Bill Adams
- 1938 : College Swing de Raoul Walsh : Martin Bates
- 1938 : Une nuit de gala (Garden of the Moon) de Busby Berkeley : Don Vincente
- 1939 : Les Ailes de la flotte (Wings of the Navy) de Lloyd Bacon : Jerry Harrington
- 1939 : Le Vainqueur (Indianapolis Speedway) de Lloyd Bacon : Eddie Greer
- 1939 : Kid Nightingale de George Amy : Steve Nelson
- 1939 : The Royal Rodeo de George Amy (Court-métrage) : Bill Stevens
- 1940 : La Rançon de la gloire (Star Dust) de Walter Lang : Ambrose Fillmore/Bud Borden
- 1940 : King of the Lumberjacks de William Clemens : James Abbott
- 1940 : Tear Gas Squad de Terry O. Morse : Bill Morrissey
- 1940 : Maryland d'Henry King : Lee Danfield
- 1940 : The Great Profile de Walter Lang : Richard Lansing
- 1940 : Adieu Broadway (Tin Pan Alley) de Walter Lang : Skeets Harrigan
- 1941 : The Great American Broadcast d'Archie Mayo : Rix Martin
- 1941 : Tu seras mon mari (Sun Valley Serenade) de H. Bruce Humberstone : Ted Scott
- 1941 : Week-end à la Havane (Week-end in Havana) de Walter Lang : Jay Williams
- 1941 : Adieu jeunesse (Remember the day) de Henry King : Dan Hopkins
- 1942 : Les Rivages de Tripoli (To the Shores of Tripoli) de H. Bruce Humberstone : Chris Winters
- 1942 : Swing au cœur (Footlight Serenade) de Gregory Ratoff : William J. Smith
- 1942 : Mariage sur la glace (Iceland) de H. Bruce Humberstone : Capt. James Murfin
- 1942 : Ivresse de printemps, d'Irving Cummings : Dan Christy
- 1943 : Hello Frisco, Hello de H. Bruce Humberstone : Johnny Cornell
- 1945 : Les Dolly Sisters (The Dolly Sisters) de Irving Cummings : Harry Fox
- 1946 : Voyage sentimental (Sentimental Journey) de Walter Lang : William O. Weatherly
- 1946 : Le Fil du rasoir (The Razor's Edge) d'Edmund Goulding : Gray Maturin
- 1946 : Wake Up and Dream de Lloyd Bacon : Jeff Cairn
- 1947 : Le Miracle sur la 34e rue (Miracle on 34th street) de George Seaton : Fred Gailey
- 1948: Haute Pègre (Larceny) de George Sherman : Rick Mason
- 1948 : The Saxon Charm de Claude Binyon : Eric Busch
- 1949 : El Paso, ville sans loi de Lewis R. Foster : Clay Fletcher
- 1949 : Le passé se venge (The Crooked Way) de Robert Florey : Eddie Rice/Eddie Riccardi
- 1950 : Dans les mers de Chine (Captain China) de Lewis R. Foster
- 1950 : L'Aigle et le Vautour (The Eagle and the Hawk) de Lewis R. Foster : Capt. Todd Croyden
- 1950 : Tripoli de Will Price:  Lt. O'Bannion
- 1951 : La Caravane des évadés (Passage West), de Lewis R. Foster : Pete Black
- 1951 : L'Or de la Nouvelle-Guinée (Crosswinds) de Lewis R. Foster : Steve Singleton
- 1952 : Le Trésor des Caraïbes (Caribbean) d'Edward Ludwig : Dick Lindsay/Robert MacAllister
- 1952 : The Blazing Forest d'Edward Ludwig : Kelly Hansen
- 1952 : Le Quatrième Homme (Kansas City Confidential) de Phil Karlson : Joe Rolfe
- 1953 : Le Pirate des sept mers (Raiders of the Seven Seas) de Sidney Salkow : Barberousse
- 1953 : La Ville sous le joug (The Vanquished) de Edward Ludwig : Rockwell Grayson
- 1953 : L'Affaire de la 99ème rue (99 River Street) de Phil Karlson : Ernie Driscoll
- 1954 : Seul contre tous (en) (Rails into Laramie) de Jesse Hibbs : Jefferson Harder
- 1954 : Quatre Étranges Cavaliers (Silver Lode) de Allan Dwan : Dan Ballard
- 1955 : Les Îles de l'enfer (Hell's Island) de Phil Karlson : Mike Cormack
- 1955 : Le Passage de Santa Fé (Santa Fe Passage) de William Witney : Kirby Randolph
- 1955 : Colorado Saloon (The Road to Denver) de Joseph Kane : Bill Mayhew
- 1955 : Le Bagarreur du Tennessee (Tennessee's Partner) d'Allan Dwan : Tennessee
- 1956 : Le Bataillon dans la nuit (Hold Back the Night) d'Allan Dwan : Capt. Sam McKenzie
- 1956 : Rebel in Town d'Alfred L. Werker : John Willoughby
- 1956 : Deux Rouquines dans la bagarre (Slightly Scarlet) de Allan Dwan : Ben Grace
- 1956 : The Boss (en) de Byron Haskin : Matt Brady
- 1957 : Bailout at 43,000 de Francis D. Lyon : Maj. Paul Peterson
- 1957 : Hidden Fear d'André de Toth : Mike Brent
- 1968 : They Ran for Their Lives de John Payne et Oliver Drake : Bob Martin

### Télévision
- 1953 : Robert Montgomery présente (Robert Montgomery presents) (Série TV) : Lt. Alec Austen
- 1954 : The Best of Broadway (Série TV) : C.K. Dexter Haven
- 1956 : Studio 57 (Série TV) : Mike Conner
- 1957 : Zane Grey Theater (Série TV) : Clint Belmet
- 1957-1959 : The Restless Gun (Série TV) : Vint Bonner
- 1960 : O'Conner's Ocean (Téléfilm) : Tom O'Conner
- 1962 : The Dick Powell Show (en) (série télévisée) : James J. Fitts
- 1968 : Les Règles du jeu (The Name of the Game) (série télévisée) : Russ
- 1970 : Gunsmoke (série télévisée) : Amos Gentry
- 1971 : Sam Cade (série télévisée) : Clement Stark
- 1975 : Columbo :  La femme oubliée (série télévisée) : Ned Diamond